# Киржоань
Киржоань, Киржоані (рум. Cârjoani) — село у повіті Васлуй в Румунії. Входить до складу комуни Погана.
Село розташоване на відстані 237 км на північний схід від Бухареста, 38 км на південний захід від Васлуя, 92 км на південь від Ясс, 106 км на північ від Галаца.

## Населення
За даними перепису населення 2002 року у селі проживала 181 особа, усі — румуни. Усі жителі села рідною мовою назвали румунську.